# マウンテンマン

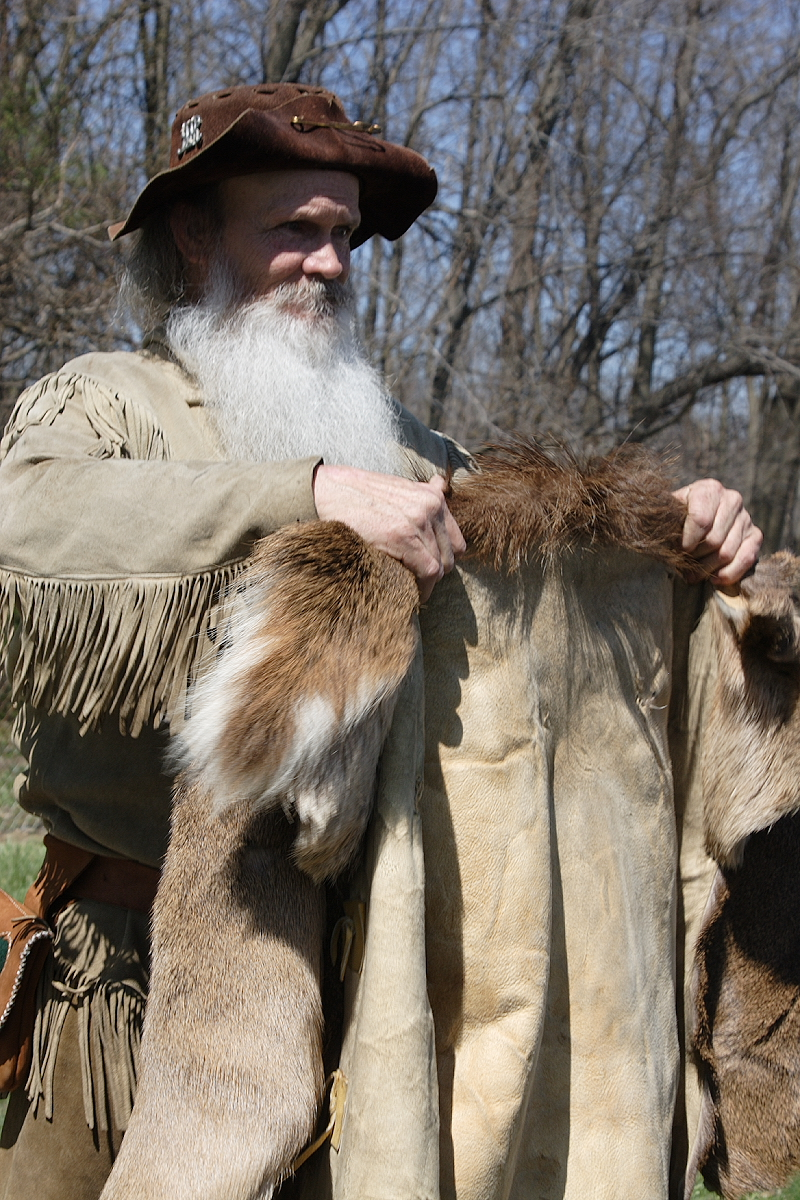
獣の毛皮を纏い当時のマウンテンマンの服装をした人

マウンテンマン（Mountain man）は、1810年から1840年代初めまでにロッキー山脈を徘徊していた罠猟師・探検家を指す。彼らはまず第一にビーバーの罠猟師で、アメリカ西部を探検するのを望んだ者も中にはいた。

## 概要
ステレオタイプ的なマウンテンマン像としては、孤独を好む男で、動物の生皮を着て、モジャモジャした頬髭を見せびらかし、ホーケンライフルと生皮を剥ぐためのボウイナイフを携行している姿が描写される。しかし実際は、フリーの罠猟師は多くいたにせよ、ほとんどのマウンテンマンは毛皮会社に雇われていた。会社の人間の生活はほとんど軍隊のそれで、男たちは食事を集団で取り、動物の群れを狩り罠にかけ捕獲し、常に罠猟集団の長に報告した。この長はフランス語の「ブルジョワ」が訛った語、「ブーザウェイ(boosway)」と呼ばれた。彼は群れのリーダーであり、第一の交易者で、総合的な社長であった。ドラ声のマウンテンマンはいたものの、多くは礼儀正しかった。彼らは、彼らの持つ同胞を助ける騎士道精神から、高潔な人間のように美化されているが、荒野ではもっと気楽に生活していた。

## 歴史
アメリカ西部での罠猟師の存在は、1807年にミズーリ毛皮会社(Missoury Fur Company)を創設したマニュエル・リサに始まった。罠猟師が大量に殺到したのは、1822年に「アシュレイの100人(Ashley's Hundred)」と呼ばれる、ウィリアム・ヘンリー・アシュレイ率いる遠征が始まった時であった。この遠征から、罠猟師を引き連れて出かける例年の捕獲ツアーが増大した。セントルイスから食糧を携行し、帰ってくる時には生皮を携えて、それを代金や食糧、ウイスキー、その他の必需品に換えていた。
1824年、春に食糧を山に持ち込んで秋に生皮を持ち帰るランデブーが始まった。ウィリアム・ヘンリー・アシュレイ少佐は、この方法をロッキーマウンテン毛皮会社(Rocky Mountain Fur Company)を通じて開始した。他にもアメリカン毛皮会社(American Fur Company)が同様の方法で利益を産み出した。
ビーバーの生皮は、イギリスで当時流行していたビーバー・ハットを作るのに不可欠だった。 1840年代初めにはファッションも変わり、ビーバーの価値も少なくなった時、過剰な捕獲によってビーバーも見つけにくくなった。オレゴン・トレイルの開通とモルモン・トレイルが使用されるようになったことで、市民社会に戻りたくなかった罠猟師たちには、ガイドとハンターという仕事が見つかるようになり、マウンテンマンの存在は廃れていった。